# التطهير في أوكرانيا

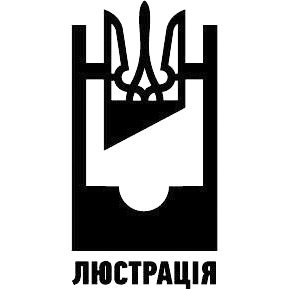
شعار لجنة التطهير الأوكرانية

التطهير في أوكرانيا (بالأوكرانية: Люстрація) هو مصطلح يشير إلى عزل الموظفين المدنيين الذين خدموا في عهد الرئيس الأوكراني فيكتور يانوكوفيتش من المناصب العامة. بدأ هذا الإجراء في عهد الرئيس بترو بوروشنكو، بعد خلع يانوكوفيتش في الثورة الأوكرانية 2014. ينطبق هذا التطهير أيضًا على موظفي الخدمة المدنية الذين كانوا نشطين في الحزب الشيوعي السوفيتي قبل عام 1991. ومن شأن اقتراح عام 2019 المقدم من الرئيس المنتخب حديثًا فولوديمير زيلينسكي توسيع نطاق الإطاحة للمسؤولين الذين خدموا في عهد بوروشنكو.
يشير اسم «التطهير» إلى عمليات تطهير مماثلة لموظفي الخدمة المدنية حدثت في أوروبا الشرقية بعد تفكك الاتحاد السوفيتي. تم تحديد فترة الاستبعاد من الخدمة من خمس إلى عشر سنوات.